# Штульфельден
Штульфельден (нем. Stuhlfelden) — коммуна в Австрии, в федеральной земле Зальцбург. 
Входит в состав округа Целль-ам-Зе.  Население составляет 1585 человек (на 31 декабря 2005 года). Занимает площадь 29,74 км². Официальный код  —  50621.

## Политическая ситуация
Бургомистр коммуны — Зоня Оттенбахер (АНП) по результатам выборов 2004 года.
Совет представителей коммуны (нем. Gemeinderat) состоит из 17 мест.
- АНП занимает 10 мест.
- СДПА занимает 5 мест.
- АПС занимает 2 места.